# Lista chorążych reprezentacji Jemenu Południowego na igrzyskach olimpijskich
Lista chorążych reprezentacji Jemenu Południowego na igrzyskach olimpijskich – lista zawodników reprezentacji Jemenu Południowego, którzy podczas ceremonii otwarcia nowożytnych igrzysk olimpijskich nieśli flagę narodową.

## Chronologiczna lista chorążych
| Lp. | Rok i miejsce     | Chorąży           | Dyscyplina    |
| --- | ----------------- | ----------------- | ------------- |
| 1   | 1988, Los Angeles | Sahim Salih Mahdi | lekkoatletyka |